# La última cena
La última cena és una pel·lícula cubana de 1976, dirigida per Tomás Gutiérrez Alea i produïda per l'Instituto Cubano del Arte e Industria Cinematográficos (ICAIC), basada en El ingenio, de l'historiador cubà Manuel Moreno Fraginals.

## Sinopsi
La pel·lícula narra la història d’un pietós propietari de plantacions de l'Havana a la dècada de 1790, durant el període colonial espanyol a Cuba. El propietari de la plantació decideix recrear l’últim sopar bíblic utilitzant dotze dels esclaus que treballen als seus camps de canya de sucre, amb l'esperança d’ensenyar als esclaus sobre el cristianisme.
En un intent equivocat d’il·luminar els seus esclaus d’origen africà, un comte els convida a dotze d’ells a un sopar el Dijous Sant en una recreació de l’Últim Sopar amb ell mateix com a Crist. Mentre mengen i beuen, també els alimenta retòrica religiosa i intenta instruir-los sobre el funcionament del cristianisme. Els promet un dia lliure pel següent Divendres Sant i es compromet a alliberar un dels esclaus. No obstant això, quan aquestes promeses no es mantenen l'endemà, els esclaus es rebel·len. Els esclaus són perseguits i assassinats pel seu amo, excepte un que s'escapa.

## Repartiment
- Nelson Villagra
- Silvano Rey
- Luis A. García
- José Antonio Rodríguez
- Samuel Claxton
- Mario Balmaseda
- Idelfonso Tamayo
- Julio Hernández
- Tito Junco Martínez
- Andrés Cortina
- Manuel Puig
- Francisco Borroto
- Alfredo O’Farrill
- Mario Acea
- Mirtha Ibarra
- Elio Mesa
- Luis Salvador Romero
- Leandro M. Espinosa
- Miguel Guerra
- José Díaz

## Premis
- Premi del Jurat Colón d'Or. Festival de Cinema Iberoamericà de Huelva. Espanya. 1977
- Seleccionat com un dels films més significatius de l'any. Selecció Anual de la Crítica. l'Havana, Cuba. 1977
- Film Destacat de l'Any. Festival Internacional de Cinema de Londres. Anglaterra
- Millor film estranger exhibit en 1977. Crítics Cinematogràfics de Veneçuela.
- Primer premi Hugo d'Or. Festival Internacional de Cinema de Chicago. Estats Units. 1978
- Gran Premi. Festival de Cinema. Figueira da Foz, Portugal. 1978
- Gran Vencedor del Jurat Popular. Mostra Internacional de Cinema de São Paulo. Brasil.
- Gran Premi. Festival de Cinema Llatinoamericà de Biarritz, França. 1979